# 菲泰河畔圣马尔
菲泰河畔圣马尔（法語：Saint-Mars-sur-la-Futaie）是法国马耶讷省的一个市镇，位于该省西北部，属于马耶讷区。该市镇总面积21.45平方公里，2009年时的人口为623人。

## 人口
菲泰河畔圣马尔人口变化图示